# Lars Solberg (orgelbyggare)
Lars Solberg tidigare Jonsson, född 16 februari 1697, död 22 januari 1767 i Norra Sandsjö socken, Jönköpings län, var en svensk orgelbyggare och soldat. Sonen Jonas Solberg var även han orgelbyggare.
Solberg var en svensk soldat som senare blev organist och klockare i Norra Sandsjö församling mellan 1734 och 1767. Byggde orglar omkring Småland och södra Östergötland mellan 1734 och 1748.

## Familj
- Brita, född 1700, död omkring 1749–1750. Gift med Lars Solberg.
  - Jonas Solberg, född 1721 i Skärkinds socken, Östergötlands län, död efter 1784, var en svensk orgelbyggare. Organist och klockare mellan 1742 och 1783 i Värnamo församling.
  - Märta Solberg, född 22 januari 1720, död 18 juli 1796 i Norra Sandsjö, gift med Carl Jacobsson (1693–1767).

## Lista över orglar
| År        | Ursprunglig kyrka   | Stift      | Bild | Manualer | Pedal   | Stämmor   | Bevarad orgel/fasad | Övrigt |
| --------- | ------------------- | ---------- | ---- | -------- | ------- | --------- | ------------------- | --- |
| 1731      | Adelövs kyrka       | Linköpings |      |          |         |           |                     | |
| 1733      | Rumskulla kyrka     | Linköpings |      |          |         | 10        | Nej/Nej             | |
| 1734      | Norra Sandsjö kyrka | Växjö      |      | 1        | Bihängd | 10 (11)   | Ja/Ja               | Orgeln ombyggdes och var troligtvis från 1600-talet. Flyttades 1774 till Lannaskede gamla kyrka. Orgeln har cymbelstjärna. |
| 1735/1745 | Moheda kyrka        | Växjö      |      |          |         | 9         |                     | [ 2 ] |
| 1738      | Forsheda kyrka      | Växjö      |      |          |         | 7         |                     | Orgeln kostade 450 daler. Orgeln förbättrades av sonen Jonas Solberg som också satte in gedackt och pukstämma.             |
| 1738      | Näsby kyrka         | Växjö      |      |          |         | 10        |                     | [ 3 ] |
| 1739      | Malmbäcks kyrka     | Växjö      |      |          |         | 7 eller 9 |                     | [ 1 ] |
| 1741      | Villstads kyrka     | Växjö      |      |          |         | 7         |                     | Flyttades 1827 till Örsås kyrka.                                                                                           |
| 1742      | Värnamo kyrka       | Växjö      |      |          |         | 10        |                     | Orgeln kostade 1200 daler. Flyttades i slutet av 1700-talet till Hagshults kyrka.                                          |
| 1742      | Stora Åby kyrka     | Linköpings |      |          |         | 7         | Nej/Nej             | Orgeln togs ned 1757 när kyrkan byggdes om.                                                                                |
| 1743      | Korsberga kyrka     | Växjö      |      |          |         | 11        |                     | [ 3 ] |
| 1748      | Bergs kyrka         | Växjö      |      |          |         | 7         |                     | [ 2 ] |

### Övriga orglar
| År   | Ursprunglig kyrka | Stift | Bild | Manualer | Pedal | Stämmor | Bevarad orgel/fasad | Övrigt |
| ---- | ----------------- | ----- | ---- | -------- | ----- | ------- | ------------------- | --- |
| 1731 | Skärstads kyrka   | Växjö |      |          |       | 6       |                     | Orgeln var byggd 1583 i Köpenhamn. Solberg reparerade och utökade orgeln från 3 till 6 stämmor. Orgeln såldes 1761 till Gusums kyrka. |
| 1734 | Norra Vi kyrka    |       |      |          |       |         |                     | Sätter upp ett orgelverk från Kisa kyrka.                                                                                             |